# Embaixada da França no Uruguai
A embaixada da França no Uruguai é a representação diplomática da República Francesa no Uruguai. Está localizada em Montevidéu, a capital do país, e seu embaixador é, desde 2016, Philippe Bastelica.

## Embaixada
A Embaixada está localizada na esquina da Avenida Uruguai com a Rua dos Andes, onde era originalmente a casa do senador do Partido Nacional, Felix Buxareo. Também hospeda uma seção consular.

## História
Este edifício, projetado em 1884 pelo engenheiro italiano Luis Andreoni (então muito ativo no Uruguai), consiste em dois andares, as dependências secundárias estão localizadas no piso térreo, sendo o primeiro andar reservado para as salas principais. Possui características ecléticas, com muitos empréstimos clássicos, característicos das correntes arquitetônicas do país no século XIX, dos quais Andréoni representa um importante ator na contribuição italiana. Desta forma, a Casa Buxareo tem um aspecto típico dos palácios do Renascimento Florentino. A decoração interior é particularmente elegante e bem desenhada. Inclui uma bela escadaria de mármore, tetos decorados e uma janela com vitrais coloridos que dão uma aparência impressionante ao piso principal.Predefinição:Lien
Este edifício é um bom exemplo das tendências que prevaleciam no projeto arquitetônico do final do século XIX em Montevidéu. Enquanto respeitava os cânones da época em volumes e proporções, o arquiteto queria dar ao edifício uma imagem particular através da riqueza de ornamentação e da escolha de materiais.
Com a morte de Felix Buxareo, o edifício foi usado pela arquidiocese de Montevidéu: o primeiro andar foi ocupado pelo primeiro arcebispo de Montevidéu, Mariano Soler, enquanto o térreo abrigou os escritórios da Cúria. O edifício foi adquirido pelo Estado francês em 1922, que ali instalou sua embaixada.Predefinição:LienPredefinição:Lien

## Embaixadores da França no Uruguai
| Data de tomada de posse | Embaixador                                  |
| ----------------------- | ------------------------------------------- |
| 1 de outubro de 1846    | Antoine de Voize ·                          |
| 12 de maio de 1856      | Pierre-Daniel Martin-Maillefer ·            |
| 22 de agosto de 1870    | Paulin-Jules Doazan ·                       |
| 3 de agosto de 1873     | Adrien-Clément Laurent-Cochelet ·           |
| 29 de junho de 1882     | Joseph-Anne-Amédée-François Ripert-Monclar  |
| 19 de julho de 1883     | Joseph-Anne-Amédée-François Ripert-Monclar  |
| 31 de dezembro de 1884  | Raoul Wagner ·                              |
| 8 de dezembro de 1885   | Olivier Claude Augustin Poullain Saint-Foix |
| 4 de maio de 1889       | Léon Bourcier Saint-Chaffray                |
| 1921                    | Jean André Tinayre                          |
| 1940                    | Henri Hoppenot                              |
| 13 de dezembro de 1944  | Hervé Grandin de l'Éprevier                 |
| 19 de agosto de 1946    | Hervé Grandin de l'Éprevier ·               |
| 30 de março de 1949     | Albert Ledoux                               |
| 24 de novembro de 1952  | Édouard-Félix Guyon                         |
| 17 de setembro de 1957  | Gabriel Bonneau                             |
| 10 de novembro de 1965  | Roger Barberot                              |
| 9 de outubro de 1968    | Claude Michel                               |
| 26 de fevereiro de 1971 | Jean Français                               |
| 19 de março de 1975     | Jean Ausseil                                |
| 15 de março de 1978     | André Le Guen                               |
| 18 de março de 1981     | Pierre Néraud Le Mouton de Boisdeffre       |
| 2 de abril de 1984      | Lennuyeux-Comnène                           |
| 24 de março de 1989     | André Joseph Cira · .                       |
| 4 de novembro de 1992   | Pierre Charasse                             |
| 9 de setembro de 1996   | Jean-François Nougarede                     |
| 11 de fevereiro de 1999 | Thierry Reynard                             |
| 31 de janeiro de 2003   | Laurent Rapin                               |
| 20 de março de 2006     | Jean-Claude Moyret                          |
| 31 de outubro de 2009   | Jean-Christophe Potton                      |
| 31 de outubro de 2013   | Sylvain Itté                                |
| 27 de dezembro de 2016  | Philippe Bastelica                          |

## Relações diplomáticas
Em comparação com os demais países da América Latina, a França tem uma relação muito especial com o Uruguai, desde a época da criação do Estado uruguaio, em 1825. Entre os emigrantes europeus que se estabeleceram neste país ao longo do século XIX, há uma proporção muito grande de franceses, especialmente do País Basco e do Bearne. Eles influenciaram por muito tempo sua vida política, econômica e cultural.A língua francesa era muito falada, e não apenas pelas classes dominantes. A influência da França pode ser vista na arquitetura e urbanismo. Outros setores, como ciências, medicina, artes plásticas, ainda bebem da tradição francesa.
As instituições do jovem Estado uruguaio foram inspiradas pelas idéias da era do Iluminismo e da Revolução Francesa: direitos humanos, secularismo do Estado, código civil, leis sociais e, posteriormente, criação de um Estado de bem-estar, uma particularidade neste continente.  Durante anos, essa influência levou as elites deste país a se educarem na França ou de acordo com os métodos de suas escolas e universidades. 
O Uruguai e a França desde então mantiveram relações amistosas e fraternas: o Uruguai foi simpático aos infortúnios da França durante as duas guerras mundiais, é frequentemente lembrado o júbilo popular dos povo de Montevidéu no anúncio da libertação de Paris.  Além disso, muitos opositores da ditadura militar, entre 1973 e 1985, decidiram refugiar-se na França; no Uruguai, são muitas vezes gratos à França por tê-los recebido. 

## Consulados
Além da embaixada de Montevidéu, há 2 consulados honorários em :
- Paysandú
- Punta del Este

### Comunidade francesa
Em 31 de dezembro de 2016, 2 928 franceses estavam nos registros consulares no Uruguai.

### Distritos eleitorais
Uma vez que o ato de 22 de julho de 2013 reformou a representação dos franceses estabelecidos fora da França com a criação de Conselhos Consulares dentro das missões diplomáticas, os cidadãos franceses do Uruguai elegem três conselheiros consulares por seis anos. Estes têm três funções: 
1. são funcionários locais eleitos para auxiliar os franceses do exterior
2. pertencem a um dos quinze distritos eleitorais que elegem entre si os membros da Assembléia dos franceses do exterior ;
3. integram o colégio eleitoral que elege os senadores que representam os franceses estabelecidos fora da França .

Régine Chouchanian, Martin Biurrun e Thierry Laumi foram eleitos por sufrágio universal direto em maio de 2014  . 
Para a eleição para a Assembleia dos franceses do exterior, o Uruguai pertenceu até 2014 ao distrito eleitoral de Buenos Aires, que incluia também Argentina, Chile e Paraguai, e designou três cadeiras.  O Uruguai agora pertence ao distrito eleitoral "América Latina e Caribe", cuja principal cidade é São Paulo e que designa sete de seus 49 conselheiros consulares para se sentar entre os 90 membros da Assembléia de franceses do exterior  . 
Para a eleição dos deputados do francês no exterior, Uruguai depende do 2º distrito. 